# باول واينشتاين
باول واينشتاين (بالألمانية: Paul Weinstein)‏ (و. 1878 – 1964 م) هو منافس ألعاب قوى، ورامي الرمح ‏، وقافز بالزانة ألماني، شارك في الألعاب الأولمبية الصيفية 1904، توفي عن عمر يناهز 86 عاماً.

## روابط خارجية
- باول واينشتاين على موقع أوليمبيديا (الإنجليزية)